# SWITCH (セガのゲーム)
『SWITCH』（スイッチ）は、1993年4月23日に日本のセガから発売されたメガCD用グラフィックアドベンチャーゲーム。北米では1994年にデータイーストUSAから『Panic!』（パニック!）のタイトルで発売された。
主人公のスラップ君を操作し、回路が狂った世界のコンピュータを正常な状態に戻す事を目的としている。マザーコンピュータを破壊するためには、部屋の中にあるスイッチを押す必要があるが、部屋の中には移動用だけではなく、一発ギャグを発するスイッチや、押すと世界の破滅を引き寄せるスイッチも紛れ込んでいるという特徴がある。
開発はセガAM第7研究開発部およびオフィスアイが行い、WAHAHA本舗の喰始が企画で参加。アニメーション作家は木下蓮三。声優は主人公スラップ君を白石冬美、それ以外をWAHAHA本舗の久本雅美、柴田理恵他が担当。音楽はコメディアンの谷啓が担当。作中の効果音はほ全て外国人タレントのケント・フリックが担当。
2002年8月29日にいくつかの変更を施されて、PlayStation 2専用ソフトとしてセガより発売された（日本版のみ）。PS2移植版ではスラップ君の声を谷啓が担当している。

## ゲーム内容

### システム
狂ったマザーコンピュータの部屋を目指し、ひたすら部屋のスイッチを押してマップを移動する。ただし各部屋には2～10個（部屋によっては、それ以上）のスイッチがあり、移動以外のスイッチを押すと一発ギャグが発生する。また「押してはいけないスイッチ」が紛れており、それを押してしまうと、世界の著名なモニュメントの一つが破壊され（メガCD版では爆破、PS2版では大便まみれになる）、一定数のモニュメントを破壊するとゲームオーバーとなる。
無事にマザーコンピュータの部屋に辿り着ければ、一応のエンディングとなるが、マップ画面にて各部屋で用意されているギャグの数と、今までに見たギャグの数が確認でき、どちらかと言えば、ゲームで用意されている全てのギャグを見尽くす事が真の目的であると言える。

### 北米版での変更点
- 谷啓のギャグも意味のある英語に置き換えられているところがある。
- それに伴ってスラップ君のセリフも英語で吹き替えられているところがある。
- ワープロとタバコ自動販売機のシーンがカットされている。

## 出演者

### 日本版
- 白石冬美
スラップ君を担当。
- 谷啓
「ガチョーン」などのギャグ音声、PS2版ではスラップ君を担当。
- 久本雅美
- 柴田理恵
- 梅垣義明
- 吹越満
- 佐藤正宏
- ケント・フリック
人間効果音を担当。

### 北米版吹替え
- ランディ・マーマン
スラップ君の吹き替え部分などを担当。
- デニース・マッキンタイヤー 
その他大勢を担当。

## 移植版
| No. | タイトル | 発売日        | 対応機種      | 開発元                            | 発売元 | メディア | 型式       | 備考 |
| --- | -------- | ------------- | ------------- | --------------------------------- | ------ | -------- | ---------- | ---- |
| 1   | SWITCH   | 2002年8月29日 | PlayStation 2 | ウェーブマスター スクリプトアーツ | セガ   | DVD-ROM  | SLPM-65121 |      |

PlayStation 2版
- スラップ君の声を谷啓が担当している。
- アメリカ同時多発テロ事件が起きたため、誤ったスイッチを押すと世界各地のモニュメントが「破壊される」という演出が「ウンコまみれになる」に変更された。その影響で2002年春の予定だった発売が夏に延期された。
- 取扱説明書にメガCD版の説明書が縮刷されているが、当時の出演者欄にはボカシが入れられている。
- 喰始、谷啓がデザインを担当したキャラがゲーム中の隠しキャラ及びエンディングで登場する[2]。
- エンディングの最後に木下蓮三への追悼のメッセージが出る

## スタッフ
- 企画／構成／演出：喰始
- 絵コンテ：木下蓮三
- 音楽：谷啓
- 人間効果音：ケント・フリック
- 総合プロデュース：有限会社オフィスアイ
- 音楽総合プロデュース：マイルストーン音楽出版株式会社
- ゲームデザイン：近藤智宏、村田佳津男
- ゲームコーディネイト：近藤智宏、若林千恵
- ツールプログラム：峰裕一朗、村山健司
- ツールオペレート：近藤智宏、村田佳津男
- システムプログラム：和田明士、峰裕一朗、岡本浩
- ゲームプログラム：峰裕一朗、和田明士、岡本浩、村山健司、亀井康友、坂本博章
- ゲームプログラム助っ人：飯田貴行、佐藤謙次、向井田和幸、二川目真、横尾健一
- グラフィックデザイン：吉田千恵、石渡爾奈、吉森克文、横川聡、嶋沢清美、林雅美、馬立敬一、坂啓典
- グラフィックデザイン助っ人：長谷川雅幸、長谷川久美、佐々木浩一、雲野雅広、吉田謙太郎、西山彰則、山本友浩、星野一幸、杵村史朗
- サウンド：久保田浩、瀬津丸勝、佐々木朋子、川平真二
- サウンド助っ人：荒木将器（株式会社アグレックス）
- ゲームチェック：藤井睦弘、大里三史、志賀常雄、高島圭、橘砂登士
- スーパーバイザー：押谷真、浅井敏典、佐藤幸夫、川口博之、上保徳彦
- プログラム協力：株式会社アグレックス
- デザイン協力：Es・遊・Esコーポレーション、A WAVE,INC.
- 音楽協力：渡辺音楽出版株式会社、株式会社ソリッドゴールド、株式会社ロッカールーム
- 製作／著作：株式会社セガ・エンタープライゼス、有限会社オフィスアイ

## 評価
メガCD版
- ゲーム誌『ファミコン通信』の「クロスレビュー」では8・8・6・6の合計28点（満40点）となっている[5]。

- ゲーム誌『メガドライブFAN』の読者投票による「ゲーム通信簿」での評価は以下の通り23.7点（満30点）となっている[7]。

| 項目 | キャラクタ | 音楽 | お買得度 | 操作性 | 熱中度 | オリジナリティ | 総合 |
| 得点 | 4.4        | 3.9  | 3.4      | 3.9    | 3.4    | 4.7            | 23.7 |

- ゲーム本『メガドライブ大全』（2004年、太田出版）では、本作がスイッチがあれば押したくなるという人間の性質を忠実にゲーム化した作品であると指摘した上で、「狂気あふれまくっちゃった、恐るべきゲーム」と表現し、本作を制作したワハハ本舗のリーダーである喰始を日本のモンティ・パイソンであると例えた上で「タダ者じゃない」と称賛、またほぼ全ての効果音を声帯模写芸人のケント・フリックが演じている事に関しても絶賛した[8]。